# Bertrand Sänger
Bertrand Eugen Sänger (* 14. April 1861 in Mainz; † 20. Mai 1938 in Berlin) war ein deutscher Komponist und Kapellmeister.

## Leben
Bertrand Sänger komponierte Musik für Bühne und Film und begann seine Karriere als Kapellmeister. Sein Wirkungszeitraum liegt zwischen 1887 und 1925. Zunächst wirkte er am Residenz-Theater in Dresden, wo er mit dem Schreiben seiner Operette „Das Singspiel der Zarin“ begann. Ab 1890 war er am Deutschen Landestheater in Prag engagiert, wo 1891 „Das Singspiel der Zarin“ uraufgeführt wurde. 1899 wechselte er an das Theater des Westens in Berlin. Zusammen mit Julius Einödshofer komponierte er 1898 in Berlin die Musik zu „Das Paradies der Frauen“, einer großen Ausstattungsposse mit Gesang und Tanz, die Julius Freund nach Le Royaume des femmes von Gaston Serpette geschrieben hatte. Das Stück wurde im September 1898 anlässlich der Eröffnung des Berliner Metropol-Theaters aufgeführt.
1905, zu dieser Zeit am Berliner Nationaltheater tätig, wurde er für das Sommertheater „Venedig in Wien“ als erster Kapellmeister verpflichtet. Am 7. Juli 1905 dirigierte er in Wien die Erstaufführung von Carl Michael Ziehrers phantastisch-komischer Operette „Fesche Geister“ im Sommertheater „Etablissement Venedig“, die dank des Auftretens der Soubrette Mizzi Zwerenz ein durchschlagender Erfolg wurde. „Kapellmeister Bertrand Sänger führte den orchestralen Teil sehr sicher durch alle Hindernisse zum Siege“ schrieb “f.” in der „Wiener Zeitung“ vom 8. Juli 1905.
Zurück in Berlin, folgte er Hans Pfitzner als erster Kapellmeister am Theater des Westens. Im Herbst 1907 dirigierte der junge Wilhelm Furtwängler als Kapellmeister-Eleve in Zürich zehn Aufführungen von Bertrand Sängers Märchenspiel „Rübezahl“.
Am 15. Dezember 1908 dirigierte Sänger in Berlin die 200. Aufführung von Leo Falls Operette „Die Dollarprinzessin“, bei welcher u. a. Julius Sachs, Albert Paulig, Mizzi Wirth und Maria Forescu sangen.
Nach dem Ende des Weltkriegs wohnte Sänger nachweislich in Berlin; ab 1918 begann er für das neue Medium Film zu arbeiten. Es lassen sich Musikbeiträge zu fünf Stummfilmen nachweisen.

## Werke

### Operetten
- Das Mädel mit Geld : Original-Posse mit Gesang von Engelbert Karl. Berlin: Bloch 1887[15]
- Das Singspiel der Zarin: Operette in drei Aufzügen von Max Trausil und Ed. Jacobson. Leipzig : C.A. Koch's Verlag 1888[16]; uraufgeführt am 25. Februar 1891 im Prager Landestheater[17]
- Die Bonbonnière : Operette in 1 Akt von Josef Siegmund u. Louis Taufstein. Wien : Bárd & Bruder, 1905[18]
- "Der Wandervogel" : Komödie mit Gesang und Tanz in drei Akten von Alexander Siegmund Pordes. Berlin: Bermühler [ca. 1907][19]
- Der Pfiffikus : Operette in 3 Akten von Josef Siegmund u. Fritz Blank. Budapest ; Leipzig [u. a.] : Bard, 1908[20]; uraufgeführt am 3. Februar 1906 im Gärtnerplatztheater, München[21][22]

### Filmmusik
Bertrand Sänger schrieb zum Vortrag im Kino “Film-Gesänge”, die im Berliner Verlag von Curt Max Roehr erschienen. Auch stellte er Musikstücke zur Begleitung von stummen Filmen zusammen. In mehreren davon spielte Hans Albers eine Hauptrolle. Ihr Produzent war Max Nivelli.
- Glück, weshalb entfliehst du mir!: „Oed und einsam flieh'n die Tage“ aus „Die Tochter des Bajazzo“
- Das Lied des Nisames: „Die Nacht ist voller Rosenhauch“ aus „Der Fluch des Nuri“
- Das Lied vom Glück: „Oft meinte ich“ aus „Lebensbahnen“
- Wanderlied: „Will nun wandern in die Welt“ aus „Der Glücksucher“

### Weiteres
- Ein Abenteurer: „Herein! Willkommen, Freund“. Komisches Duett f. T. u. Bar. m. Pfte. Sänger, Bertrand Eugen, Op. 7. Köln, P.J. Tonger; Mk 3.- (1881)[27]
- Kußlied aus: Cousin Bobby. Operette in 3 Akten von Benno Jacobson und Franz Wagner ; Musik von Carl Millöcker. Bearb. von Bertrand Sänger. Leipzig [u. a.] : Cranz, [ca. 1890][28]
- Rübezahl: ein Märchenspiel in 5 Bildern mit Musik und Tanz.  Musik v. B. Sänger. Text von Karl Skraup.  Berlin: Entsch, 1893 - 51 pages[29]
- Herkules. Marsch für piano von Bertrand Eugen Sänger. Verlag: Prag: S. Neustadtl's John, [1895][30]
- König Zipapek, der edle Zwerg. Moderne Märchen-Operette in drei Akten von A. Bernstein-Sawerski[31] und A.S. Pordes-Milo. Musik von B. Sänger. Leipzig, G. Richter [©1909][32]

## Filmografie
- 1918: Das alte Bild
- 1918: Der Fluch des Nuri
- 1918: Der Glücksucher
- 1918: Lebensbahnen
- 1919: Die Tochter des Bajazzo (auch: Das alte Lied)

## Einzelbelege
1. ↑  Standesamt Mainz: Geburtsregister. Nr. 445/1861.
2. ↑  Landesarchiv Berlin, Sterberegister Standesamt Wilmersdorf, Nr. 848/1938 (online auf Ancestry.com, kostenpflichtig)
3. ↑  In: Signale für die musikalische Welt, Band 46, Verlag von Bartholf Senff, 1888, S. 678.
4. ↑  Saenger, Bertrand. In: Katalog der Portrait-Sammlung der k.u.k. General-Intendanz der k.k. Hoftheater. Zugleich ein biographisches Hilfsbuch auf dem Gebiet von Theater und Musik. Commissions-Verlag Adolph W. Künast, Wien 1894, S. 660.
5. ↑  Personal-Nachrichten. In: Neue musikalische Presse. Zeitschrift für Musik, Theater, Kunst, Sänger- und Vereinswesen. Verlag Hans Schneider, 1899, S. 8.
6. ↑  Julius Einödshofer auf Operone, abgerufen am 30. August 2024
7. ↑  Komische Oper Berlin; in: Gerhard Michael Dienes: Fellner & Helmer. Die Architekten der Illusion. Theaterbau und Bühnenbild in Europa. Anläßlich des Jubiläums „100 Jahre Grazer Oper“. Stadtmuseum Graz, 1999, S. 133.
8. ↑  In: Neue Zeitschrift für Musik, Band 101, 1905, S. 301.
9. ↑  Carl Michael Ziehrer - Werke. Fesche Geister. In: Planet Vienna. 12. August 2008, archiviert vom Original; abgerufen am 30. August 2024.
10. ↑   vgl. anno.onb.ac.at
11. ↑  In: Neue Zeitschrift für Musik, Band 101, 1905, S. 716.
12. ↑  Bibliographie –  Wilhelm Furtwängler. In: Furtwangler.net. Abgerufen am 30. August 2024.
13. ↑   vgl. Programmheft Neues Operetten-Theater Berlin 15. Dezember 1908. Zur 200. Aufführung von DIE DOLLARPRINZESSIN von Willner / Grünbaum, Leo Fall (Musik). Insz.: Otto Lang, Dirigent: Bertrand Saenger. Mit Julius Sachs, Mizzi Wirth, Albert Paulig, Alfred Walters, Mia Weber, Oskar Braun, Carl Bachmann, Maria Forescu, Poldi Augustin, August Tost, Julius Reichwald. Berlin, Selbstverlag / Druck: Imberg & Lefson 1908 ; eine Photopostkarte (Elite Berlin Nr. 3166/4), die Oscar Braun und Poldi Augustin in "Die Dollarprinzessin" zeigt, bei , eine weitere aus demselben Verlag (Nr. 3166/5) mit Poldi Augustin und Mia Werber bei  (aufgerufen am 23. August 2014)
14. ↑  Das Deutsche Bühnen-Jahrbuch, Theatergeschichtliches Jahr- und Adressenbuch, verzeichnet Sänger für die Jahre 1918–1920 als “Kapellmeister, wohnhaft Charlottenburg, Roscherstr. 1”
15. ↑   vgl. worldcat.org
16. ↑   als Bertrand Eugen Sänger, vgl. worldcat.org , on line unter BSB digitale-sammlungen.de
17. ↑  Übersicht über die Leistungen der Deutschen Böhmens. Gesellschaft zur Förderung deutscher Wissenschaft, Kunst Und Literatur in Böhmen, Haase, 1891, S. 139.
18. ↑  vgl. worldcat.org
19. ↑  vgl. worldcat.org
20. ↑   vgl. worldcat.org
21. ↑  Thomas Siedhoff (Red.); Elke Schöninger (Mitarb.): Actien-Volkstheater – Repertoire der Spielzeiten 1865–1872/73. Königliches Theater am Gärtnerplatz – Repertoire der Spielzeiten 1873/74–1917/18. Gärtnerplatztheater – Repertoire der Spielzeiten 1918/19–1930/31. Staatstheater am Gärtnerplatz, S. 183; abgerufen am 26. Februar 2017.
22. ↑  Sänger, Bertrand Eugen. In: Hugo Riemann: Musik-Lexikon, Max Hesses Verlag, Berlin 1916 [8. vollst. überarb. Aufl.], S. 970.
23. ↑   zum Phänomen des Gesangs im Stummfilmkino vgl. Wedel S. 69 f. und Tieber 2012
24. ↑   vgl. Birett Stummfilmmusik S. 70
25. ↑    Filmbegleitmusiken wurden, wo eine Originalkomposition zu teuer gewesen wäre, gerne aus Teilen von Werken verschiedener Komponisten 'kompiliert' ; ein Beispiel ist bei Prox, Perspektiven S. 18-19 abgedruckt: die Musikaufstellung zu "Titanic" von Hansheinrich Dransmann, Berlin.
26. ↑  geboren als Menachem-Mendel Lewin, s. a. Max Nivelli und Bertrand Sänger. In: filmportal.de. Deutsches Filminstitut, abgerufen am 30. August 2024. Bekannt wurde seine Produktion “Der Ritualmord, oder: Die Geächteten” von 1919, bei der Joseph Delmont Regie führte, vgl. Stratenwerth-Simon S. 134, 234 f. ; sie muß leider als verschollen gelten.
27. ↑  vgl. hofmeister
28. ↑  vgl. worldcat.org
29. ↑  vgl. worldcat.org
30. ↑  vgl. worldcat.org
31. ↑  Albert Bernstein-Sawerski, * 3. April 1870 Walldorf b. Meiningen; Bühnenautor in Berlin; nach 1938 in Paris. Vgl. literaturrat.de
32. ↑  vgl. worldcat.org , enthält die Lieder :
Ich bin der Koenig Zipapek ,
Sie zieh'n dir aus die Jacken!  und
Zipapek und Belladine

| Personendaten    | Personendaten                               |
| ---------------- | ------------------------------------------- |
| NAME             | Sänger, Bertrand                            |
| ALTERNATIVNAMEN  | Sänger, Bertrand Eugen (vollständiger Name) |
| KURZBESCHREIBUNG | deutscher Komponist und Kapellmeister       |
| GEBURTSDATUM     | 14. April 1861                              |
| GEBURTSORT       | Mainz                                       |
| STERBEDATUM      | 20. Mai 1938                                |
| STERBEORT        | Berlin                                      |